# کاخ سفید (مسکو)
کاخ سفید (روسی: Белый дом، ت. «Belyy dom»، رسماً خانه دولت فدراسیون روسیه (روسی: Дом Правительства Российской Федерации، ت. «Dom pravitelstva Rossiyskoi Federatsii» کاخ سفید روسیه (همچنین به عنوان کاخ سفید روسیه و قبلاً به عنوان خانه شوراهای روسیه شناخته می‌شود) یک ساختمان دولتی در مسکو است. این ساختمان در کنار رودخانه کراسنوپرسننسکایا قرار دارد. این ساختمان به عنوان دفتر اصلی دولت روسیه و محل کار رسمی نخست‌وزیر است.
این بنا از سال ۱۹۶۵ تا ۱۹۸۱ طبق طرح معمار دیمیتری چچولین برای استقرار کمیته کنترل خلق و شورای عالی روسیه ساخته شد. در طول کودتای اوت ۱۹۹۱، این ساختمان به مرکز مقاومت در برابر کمیته دولتی وضعیت اضطراری تبدیل شد. این سازه در طول بحران قانون اساسی ۱۹۹۳ به شدت آسیب دید و متعاقباً تعمیر شد.

## تاریخچه

### ساخت و استفاده در اتحاد جماهیر شوروی

نمایی از مسکو (۱۹۷۲) که محل ساخت این مجموعه را نشان می‌دهد.

در سال ۱۹۶۵، ساخت خانه شوراها برای اسکان نهادهای اداری جمهوری سوسیالیستی فدراتیو شوروی روسیه (آر اس اف اس آر) در این مکان آغاز شد. طرح بازسازی این منطقه توسط گروهی از معماران معروف به موسپروکت-۱ به رهبری دیمیتری چچولین، پاول اشتلر، ولادیمیر لوکیانوف و دیگران، به همراه تیمی از مهندسان تهیه شد. طرح کلی از طرح چچولین در سال ۱۹۳۴ برای ساختمان آئروفلوت پیروی می‌کند. در ابتدا، چچولین پیشنهاد ساخت ساختمان در میدان تاگانکا را داد که بر فراز بخش قابل توجهی از شهر قرار دارد، زیرا محل آن در خاکریز کراسنوپرسننسکایا به دلیل ساختمان‌های مجاور نامناسب بود. با این حال، به دلیل چشم‌انداز خوب در کنار ساحل مرتفع رودخانه مسکو، مکان فعلی به جای آن انتخاب شد.
خانه شوراها اولین ساختمان چند طبقه بود که در آن از یک قاب بتنی مسلح پیش‌ساخته با شکل یکنواخت و هسته‌های سفت و سخت یکپارچه استفاده شده بود. در بیرون، سازه با پنل‌های بتنی سفالی منفرد که قبلاً با سنگ مرمر روکش شده بودند، پوشانده شده بود. مساحت کل این مجموعه ۷۳۲۰۰۰ متر مربع و مساحت کل فضای اداری حدود ۱۳۲۰۰۰ متر مربع بود. این ساختمان با یک سیستم پیچیده سه طبقه از طبقات زیرزمینی طراحی شده بود که در آن پارکینگ، انبارها، اتاق‌های تهویه و تجهیزات تبرید قرار داشتند. این سازه به یک فاضلاب جداگانه و یک سیستم منبع تغذیه مستقل مجهز شده بود. نظریه‌ای وجود دارد که ساختمان از طریق معابر زیرزمینی به تونل‌های مترو متصل است، اما منابع رسمی این اطلاعات را تأیید یا رد نمی‌کنند. طبق خاطرات یکی از سازندگان، فلیکس میخائیلوویچ آشوروف، هنگام نصب میله پرچم، دیمیتری چچولین دستور داد که آن را سه متر کوتاه‌تر کنند تا ترکیبی هماهنگ‌تر از تناسبات ایجاد شود؛ با این حال، به دلیل تأخیرهای احتمالی، به کارگران دستور داده شد که میله از قبل آماده شده را مخفیانه از معمار در طول یک آخر هفته نصب کنند.
ساخت و ساز در سال ۱۹۸۱ با هزینه کل بیش از ۹۴ میلیون روبل به پایان رسید. پس از اتمام پروژه، دیمیتری چچولین، سرپرست تیم، ویتالی مازورین، معمار و یوری دیخوویچنی، طراح، جایزه لنین را دریافت کردند. از سال ۱۹۸۱ تا ۱۹۹۳، شورای عالی روسیه که تا آن زمان جلسات خود را در کاخ بزرگ کرملین برگزار می‌کرد، از کاخ سفید استفاده کرد. شورای عالی روسیه تا پایان اتحاد جماهیر شوروی در سال ۱۹۹۱ و همچنین در سال‌های اول فدراسیون روسیه در این ساختمان باقی ماند. در سال ۱۹۹۱، اتحاد جماهیر شوروی یک تمبر ۵۰ کوپکی با تصویر کاخ سفید و به افتخار مقاومت در برابر کودتای ۱۹۹۱ شوروی منتشر کرد.

### نقش در کودتای ۱۹۹۱

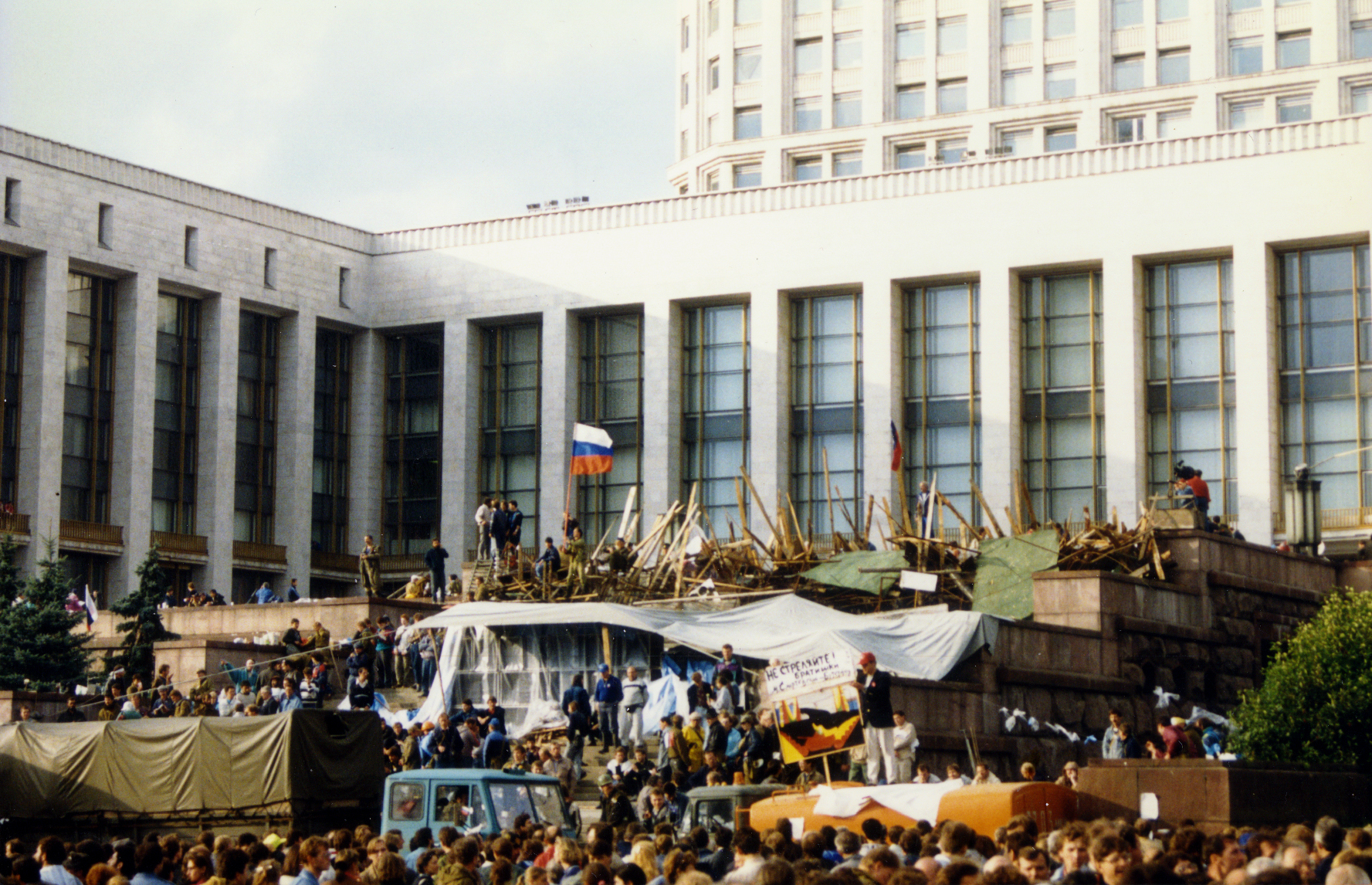
تجمع در کنار دیوارهای خانه شوراها در جریان کودتای ۱۹۹۱

در اوت ۱۹۹۱، مجلس شوراها به مرکز رویارویی علیه کمیته دولتی وضعیت اضطراری تبدیل شد. رهبری مخالفان را بوریس یلتسین، رئیس‌جمهور روسیه، بر عهده داشت که در حمایت از او تجمعات گسترده‌ای در اطراف ساختمان برگزار شد. در این دوره، یلتسین بارها با حضار صحبت کرد و مشهورترین سخنرانی او در ۱۹ اوت از یک تانک لشکر تامان ایراد شد. در آن زمان، ساختمان توسط زنجیره‌ای از اهالی مسکو که از رئیس‌جمهور حمایت می‌کردند، احاطه شده بود. با استفاده از موادی مانند سطل‌های زباله، نرده‌های پارک‌های اطراف، نیمکت‌ها و درختان اره شده، یک مانع بداهه در اطراف ساختمان ساخته شد. معترضان همچنین نقاشی‌های دیواری با موضوعات سیاسی بر روی دیوارهای ساختمان کشیدند. تا ۲۰ آگوست، تقریباً دویست هزار نفر در اطراف این سازه جمع شده بودند، از جمله چهره‌های سیاسی و مردمی مانند روسلان خاسبولاتوف، ایوان سیلایف، الکساندر روتسکوی، ادوارد شواردنادزه، میخائیل خودورکوفسکی، مستیسلاو روستروپوویچ، آندری ماکارویچ و دیگران.

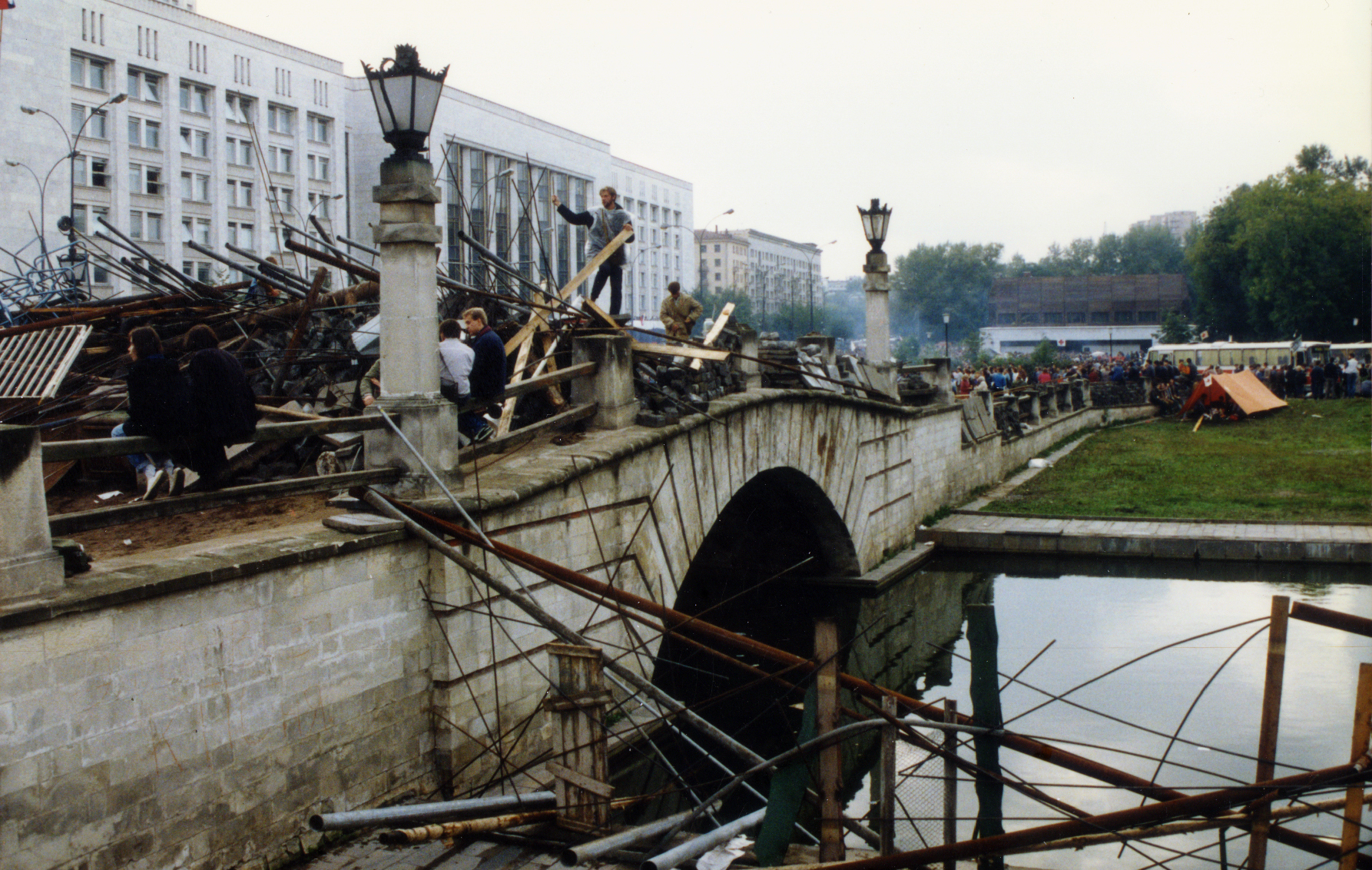
سنگر موقت در نزدیکی دیوارهای مجلس شوراها در جریان کودتای ۱۹۹۱

احتمالاً به دلیل تعداد احتمالی تلفات غیرنظامیان و نظامیان، به ساختمان حمله نشد. بعدها، وقایعی که در نزدیکی دیوارهای خانه شوراها و جاهای دیگر در اتحاد جماهیر شوروی رخ داد، به عنوان کودتای اوت تعریف شد. در این دوره بود که نام «کاخ سفید» به ساختمان اختصاص داده شد که به‌طور گسترده توسط رسانه‌های دولتی مورد استفاده قرار گرفت. در سال ۱۹۹۲، این ساختمان به افتخار «پیروزی نیروهای دموکراتیک» و سالگرد حاکمیت دولتی روسیه، در پشت سکه‌های یادبود به تصویر کشیده شد.

### انحلال اجباری شورای عالی روسیه

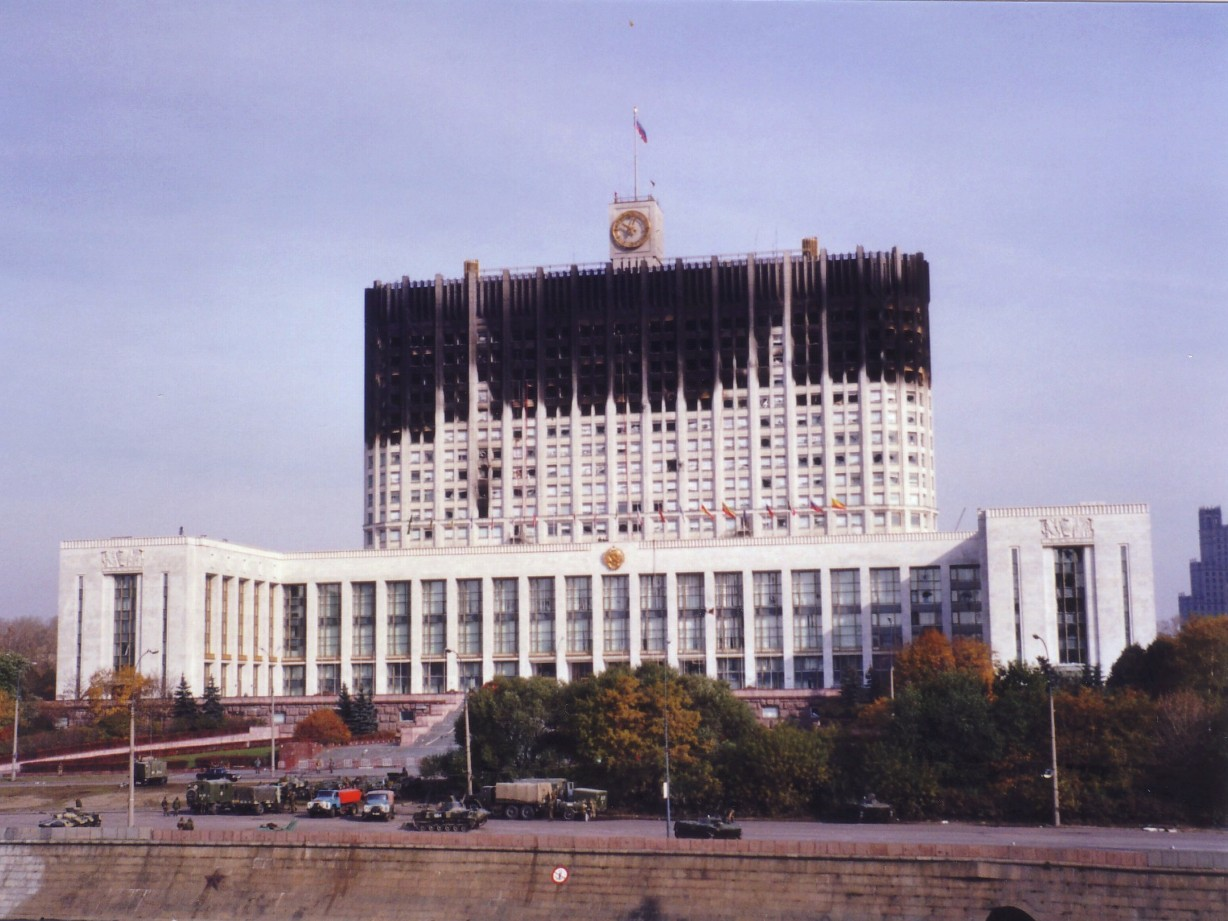
کاخ سفید در سال ۱۹۹۳، اندکی پس از آنکه توسط تانک‌ها گلوله‌باران شد

در بحبوحه بحران قانون اساسی سال ۱۹۹۳، بوریس یلتسین فرمان شماره ۱۴۰۰ را برای انحلال کنگره نمایندگان خلق و شورای عالی روسیه صادر کرد. ارتباط مجلس شوراها با تلویزیون و رادیو قطع شد. طبق نتیجه دادگاه قانون اساسی، اقدامات رئیس‌جمهور غیرقانونی و مغایر با قانون اساسی ۱۹۷۸ روسیه بود. جلسه اضطراری شورای عالی تشکیل شد که طی آن، از جمله موارد دیگر، تصمیم گرفته شد که از ساختمان در برابر محاصره احتمالی محافظت شود. این وقایع باعث تجمع خودجوش در نزدیکی دیوارهای ساختمان شد. گروه‌های محافظ امنیتی، غیرنظامیان، تشکل‌های داوطلب قزاق و پرسنل نظامی بازنشسته در مجلس شوراها سازماندهی شدند. اطلاعات مربوط به سلاح‌های ذخیره شده در ساختمان متفاوت است. از ۲۳ سپتامبر تا ۴ اکتبر ۱۹۹۳، دهمین جلسه کنگره نمایندگان خلق فدراسیون روسیه در این ساختمان برگزار شد، زیرا سالن کنفرانس کاخ بزرگ کرملین برای تعمیر بسته شده بود. کنگره و شورای عالی، خاتمه اختیارات رئیس‌جمهور بوریس یلتسین و انتقال آنها به معاون رئیس‌جمهور الکساندر روتسکوی را اعلام کردند.
در این دوره، تجمعاتی در نقاط مختلف مسکو برگزار شد که باعث درگیری‌های مسلحانه شد و منطقه اطراف ساختمان به عنوان منطقه‌ای به ویژه خطرناک شناخته شد. در جلسه ستاد کل نیروهای مسلح فدراسیون روسیه، تصمیم به حمله به مجلس شوراها گرفته شد و پس از آن، رئیس‌جمهور بوریس یلتسین فرمانی مبنی بر جذب نیرو از وزارت دفاع به مسکو امضا کرد. در جریان تصرف ساختمان، شش تانک از لشکر تامان که روی پل نووارباتسکی قرار داشتند، ۱۲ گلوله به طبقات فوقانی ساختمان شلیک کردند. آرکادی باسکایف، که پس از حمله به عنوان فرمانده مجلس شوراها منصوب شد، گفت که آتش‌سوزی در ساختمان شورای عالی در نتیجه گلوله‌باران تانک‌ها رخ داده است. متعاقباً، الکساندر روتسکوی این حادثه را به شرح زیر توصیف کرد:
«اولین گلوله به اتاق جلسه، دومی به دفتر خاسبولاتوف و سومی به دفتر من اصابت کرد. و آنها با گلوله‌های انفجاری قوی مورد اصابت قرار گرفتند، نه با گونی، آنطور که امروز ادعا می‌کنند. ساختمان از روی ماکت نخواهد سوخت. من در دفترم نشسته بودم که گلوله پنجره را شکست و در گوشه سمت راست [اتاق] منفجر شد. خوشبختانه، میز من در سمت چپم بود. مردی حیرت‌زده از آنجا بیرون آمد. نمی‌دانم چه چیزی مرا نجات داد.»
در اثر گلوله‌باران، آتش‌سوزی در طبقات دوازدهم و سیزدهم کاخ سفید آغاز شد. آتش تمام قسمت بالایی را فرا گرفت و ۳۰ درصد از کل مساحت ساختمان را ویران کرد. بعداً خسارت ۱۷۰ میلیارد روبل تخمین زده شد. وضعیت کاخ سفید پس از حمله توسط خبرنگار روزنامه کومرسانت شرح داده شد:
«به دستور سرلشکر آرکادی باسکایف، فرمانده کاخ سفید، در هر طبقه تدابیر امنیتی شدیدی از سوی تفنگداران تهاجمی و نیروهای ویژه وزارت امور داخلی اتخاذ شده است. چنین احتیاطی به هیچ وجه غیرضروری نیست، زیرا هواداران مسلح پارلمان هنوز در زیرزمین‌های ساختمان نیروهای مسلح هستند. در اولین دقایق پس از حمله، به محض اینکه تیراندازی‌ها فروکش کرد و سربازان نیروهای ویژه برای بازرسی طبقات بالای کاخ سفید رفتند، سیلی از غارتگران به داخل راهروها هجوم آوردند. داخل ساختمان پارلمان کاملاً غارت شده است. هر چیزی که می‌توانید داشته باشید، با خود برده شده است: تلویزیون، تلفن، چراغ رومیزی و حتی لوله‌کشی.»
روسلان خاسبولاتوف با اشاره به نامه‌های شاهدان عینی در روزنامه نزاویسیمایا گازتا، اظهار می‌کند که در مجموع حدود ۱۵۰۰ قربانی وجود داشته که اجساد آنها از طریق راهروهای مخفی از ساختمان خارج شده است.

### پایان قرن بیستم و دوران معاصر

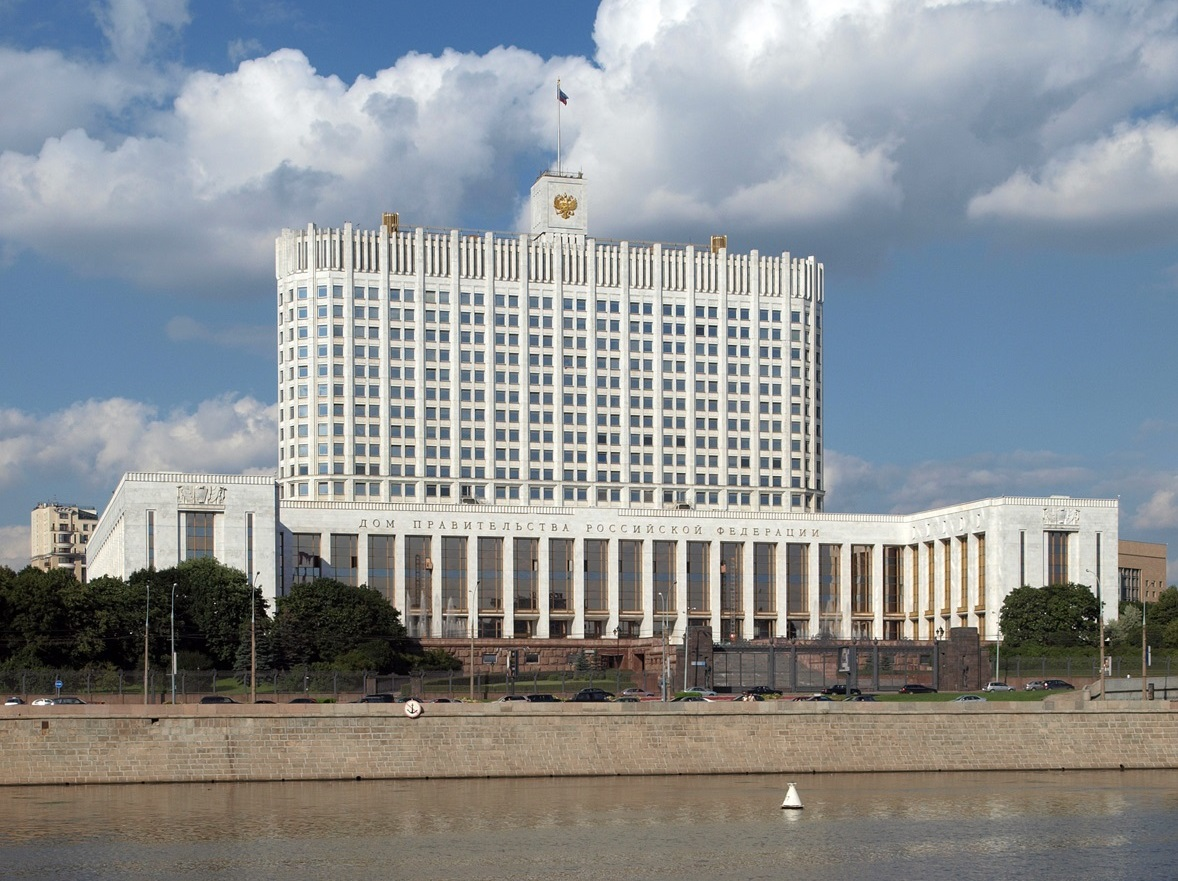
نمای ساختمان پس از بازسازی (۱۳۸۷)

پس از وقایع بحران قانون اساسی سال ۱۹۹۳، کنترل ساختمان از طریق فرمانی از سوی بوریس یلتسین به دولت فدراسیون روسیه (قوه مجریه) منتقل شد که تحت کنترل آن بازسازی ساختمان انجام شد. پارلمان اصلاح‌شده، که از آن پس با عنوان دوران امپراتوری خود، دومای دولتی، شناخته می‌شد، در دسامبر ۱۹۹۳ انتخاب شد و به ساختمان دیگری در اوخوتنی ریاد مسکو منتقل شد.
معمار آمریکایی چارلز جنکس پیشنهاد داد که مرمتگران، کف‌های سوخته روی نما را با روکش گرانیتی سیاه مشخص کنند؛ با این حال، این ایده به نفع بازسازی ظاهر اصلی مجموعه کنار گذاشته شد. طبق برخی داده‌ها، تعمیرات در طبقات فوقانی ساختمان توسط کارگران ترک انجام شد. در طول کار مرمت، ساعت روی برج نمای اصلی ساختمان بازسازی و دوباره مورد استفاده قرار گرفت. با این حال، تا نیمه دوم سال ۱۹۹۴، ساعت برچیده شد و یک تصویر طلایی از یک عقاب دو سر - نشان ملی روسیه - به جای آن نصب شد. در طول این مدت، ساختمان با حصار عظیمی از خاکریز جدا شد که مانع از تجمع در دیوارهای ساختمان می‌شد. با این وجود، معترضان همچنان در کنار کاخ سفید روی پل گوژپشت تجمع می‌کردند. در سال ۱۹۹۶، در قلمرو پارک پرسننسکی در همان نزدیکی، یک کلیسای کوچک به یاد کسانی که در مجلس شوراها جان باختند، افتتاح شد.
کار مرمت تقریباً یک سال طول کشید و در سال ۱۹۹۴، مجتمع تعمیر شده توسط دولت فدراسیون روسیه اشغال شد. کتیبه‌ای در پایه برج با عنوان «خانه دولت فدراسیون روسیه»، نام رسمی ساختمان، وجود دارد. دفتری برای رئیس‌جمهور روسیه در طبقه سوم ساختمان قرار دارد. به‌طور سنتی، در پایان هر سال، رئیس‌جمهور جلساتی را با شورای وزیران در کاخ سفید برگزار می‌کند، اما جلسات عادی به ندرت در ساختمان برگزار می‌شود. در سال ۲۰۰۸، بازسازی گسترده‌ای در طبقه پنجم ساختمان انجام شد. در همان زمان، برخی از رسانه‌ها از ساخت استخر شنا و سالن ورزشی در داخل ساختمان خبر دادند، اما منابع رسمی این اطلاعات را تأیید نکردند. یک سال بعد، یک رستوران خصوصی در طبقه دوازدهم مجتمع افتتاح شد. در سال ۲۰۱۲، برنامه‌هایی برای انتقال دفاتر مقامات به یک مرکز فدرال جدید در کومونارکا تدوین شد، اما این ایده به‌طور نامحدود به تعویق افتاد. سال بعد، یک سکوی فرود هلیکوپتر در نزدیکی ساختمان نصب شد.
در سپتامبر ۲۰۲۰، سرویس مطبوعاتی دولت فدراسیون روسیه گزارش داد که وضعیت کاخ سفید به عنوان یک وضعیت اضطراری شناخته شده است و به مشکلات مربوط به سقف و نشتی در زیرزمین در میان سایر موارد اشاره کرد. دولت روسیه قصد دارد بیش از ۵ میلیارد روبل برای اهداف بازسازی اختصاص دهد.

## معماری

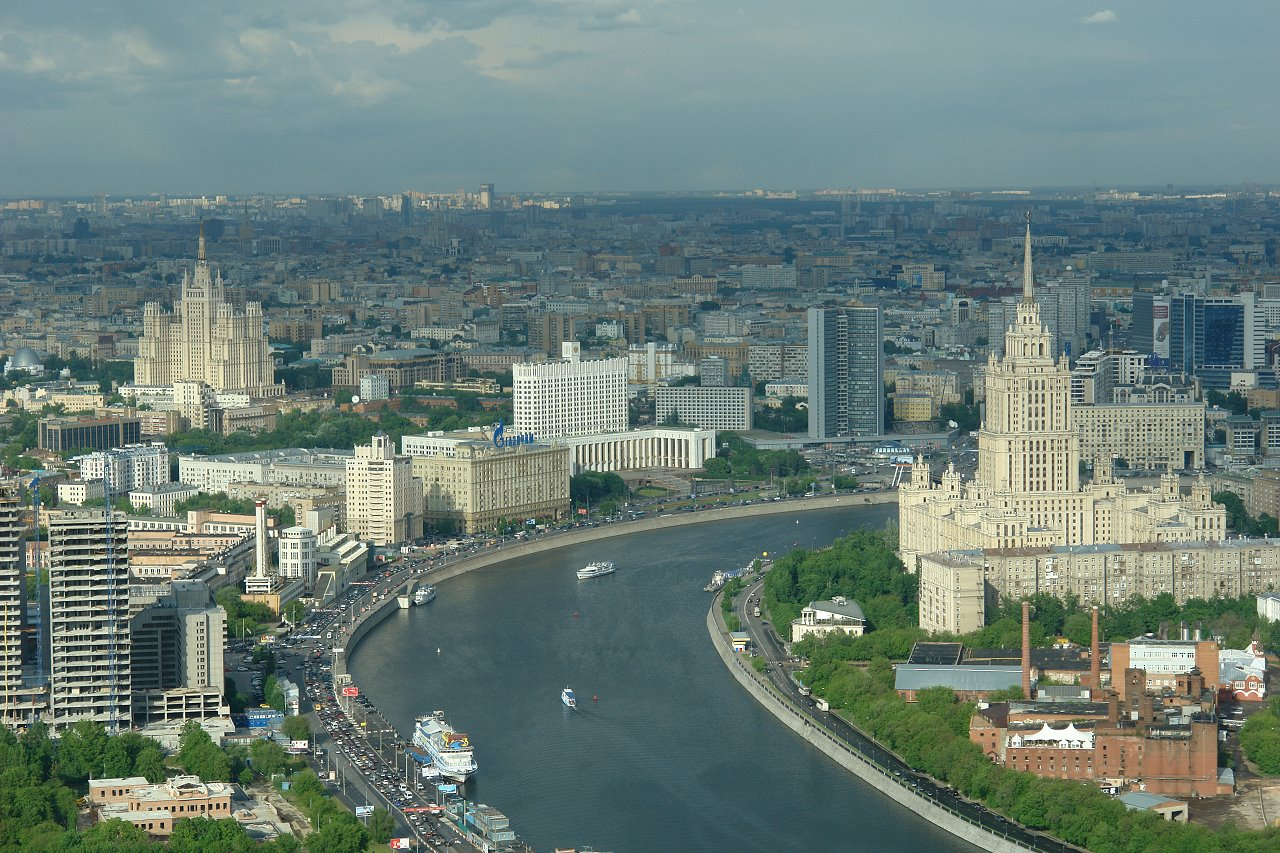
پانوراما از خاکریز کراسنوپرسننسکایا، با کاخ سفید در مرکز (۲۰۰۸)

در طول ساخت کاخ سفید، دیمیتری چچولین از عناصر طراحی تحقق نیافته خود در سال ۱۹۳۴ برای دفتر مرکزی شرکت هواپیمایی دولتی آئروفلوت استفاده کرد. ایده اولیه ساختمان آئروفلوت به افتخار نجات مسافران کشتی بخار غرق شده اس اس چلیوسکین توسط خلبانان شوروی توسعه داده شد. اس اس چلیوسکین قرار بود این سازه اشکال ساده‌ای داشته باشد؛ استیلوبات ساختمان از نظر اندازه مشابه کشتی بود و با ترکیبات مجسمه‌سازی متعددی تکمیل شده بود. ورودی اصلی ساختمان برنامه‌ریزی‌شده، رواق را که شبیه یک طاق نصرت بود، برجسته می‌کرد. فرض بر این بود که ساختمان آئروفلوت ظاهری جدید برای میدان ایستگاه راه‌آهن بلوروسکی ایجاد کند؛ اما این سازه از نظر اندازه و پیکربندی با محل مطابقت نداشت، بنابراین هرگز ساخته نشد.
در سال ۱۹۶۵، دیمیتری چچولین از طرح‌های خود برای پروژه تحقق نیافته ساختمان آئروفلوت برای توسعه طرح‌های خانه آینده شوراها استفاده کرد. با این حال، مجموعه یادبود کاخ سفید با ایده اولیه معمار متفاوت بود. ترکیب ساده شده ساختمان دارای یک ساختار هرمی متقارن متشکل از سه بخش بود. پایه قدرتمند با رمپ‌های واگرا و یک راه پله جلویی توسط یک ساختمان هفت طبقه وسیع با بال‌های جانبی پشتیبانی می‌شود. در بالای آنها یک برج بیست طبقه با لبه‌های گرد قرار دارد. ریتم دقیق پنجره‌ها در طبقه فنی بالا، جایی که دهانه‌ها بسیار باریک‌تر هستند، مختل می‌شود. دیوارهای بیرونی سازه با گرانیت و مرمر سفید پوشیده شده است. این ساختمان توسط یک برج کوچک با نشان ملی روسیه و یک میله پرچم که پرچم ملی بر روی آن نصب شده است، تاجگذاری شده است. ارتفاع سازه با میله پرچم ۱۱۹ متر است؛ بدون آن، ۱۰۲ متر. این ساختمان آخرین پروژه مادام‌العمر دیمیتری چچولین بود و یک شیء منحصر به فرد در توسعه مسکو محسوب می‌شود و چشم‌اندازی از خاکریز را تشکیل می‌دهد.
محوطه این مجتمع با سنگ‌های مرمر چند رنگ تزئین شده است. سالن اجتماعات اصلی در قسمت مرکزی پایه هفت طبقه واقع شده و رو به رودخانه مسکو است. در مجموع، این ساختمان دارای ۲۷ اتاق جلسه و پذیرایی است.